# 작은 것들이 만든 거대한 세계
작은 것들이 만든 거대한 세계(A huge world made by small things)는 멀린 셸드레이크가 만든 책이다. 버섯과 곰팡이 등 여러 균류를 소개한 책이다.